# سوزانا بياتريس ديسيبي
سوزانا بياتريس ديسيبي عالمة اجتماع أرجنتينية، شغلت منصب وزير التعليم (1996-1999).

## النشأة
ولدت ديسيبي في براغادو في 7 أغسطس 1949، وهي ابن عم الممثل الكوميدي إيبر لويس ديسيبي. بعد الانتهاء من دراستها التحقت ديسيبي بجامعة بوينس آيرس، حيث حصلت على شهادتها في علم الاجتماع. حصلت على درجة الماجستير من معهد أمريكا اللاتينية للعلوم الاجتماعية.

## المسار المهني
انضمت ديسيبي وهي عضو في الشبيبة البيرونية إلى مونتونيروس لفترة وجيزة. خلال الانقلاب الأرجنتيني عام 1976 تم اعتقالها في مدرسة ضباط البحرية للميكانيكيين. أصبحت ديسيبي مستشارًا للجنة التعليم بمجلس النواب الأرجنتيني في عام 1989. في عام 1996 عينت وزيرة للتربية، وهي الثالثة في عهد كارلوس منعم. كان سلفها خورخي ألبرتو رودريغيز قد اقترح اسمها على منعم. ومع ذلك استقالت من منصبها عام 1999 احتجاجًا على تقليص الحكومة لميزانية التعليم. خلفها مانويل غارسيا سولا.

## الحياة الشخصية
تزوجت ديسيبي من مسؤول تنفيذي لشركة وأنجبت منه أربعة أطفال. انفصل الزوجان في عام 2002.